# Javi García
Francisco Javier „Javi” García Fernández (Mula, 1987. február 8. –) spanyol válogatott labdarúgó. Jelenleg a Boavista védekező középpályása.

## Karrier
Javi García "labdarúgó családba" született, édesapja, José García Moñino a Múrcia kapusa volt, a bátyja Andrés szintén a futballt választotta, az Olimpic Clubban játszik.
Javi a múrciai Olimpic Club-ban focizott kölyökkorában, de a Real Madrid korán felfedezte, 14 éves korában került a fővárosi csapathoz. Az első csapatban 17 évesen mutatkozott be a Levante ellen megnyert (5-0) mérkőzésen 2004 november 28-án. Javi bemutatkozhatott a Bl-ben is az Olympiacos ellen 2005. december 6-án. Csereként lépett pályára. Viszont nem vert gyökeret a nagyok között. Csak három mérkőzésen lépett pályára a Spanyol labdarúgó-bajnokságban és két Bajnokok ligája meccsen. Edzője inkább csak a Spanyol-kupameccseken számított rá, de a "B" csapatnak egyik alapembere volt.
A 2006 nyarán felhívták a "nagyok" közé. Szerepelt a felkészítő tornákon, de az igazolások miatt visszakerült a B csapathoz és ott játszotta végig a szezont, melynek a végén a Real Madrid "B" kiesett a másodosztályból.
A Fútból Draft nevezetű szavazáson, ahol a legjobb 17 és 21 év közötti spanyol játékosokból álló csapatra lehet voksolni, 2006 és 2007-ben Javi García az ezüst-csapatba került, míg 2008-ban a bronz-csapatban kapott helyet.

### Osasuna
Javit a kiesés után sok első osztályú csapat is érdekelte, többek között az Atlético Madrid, Liverpool, Deportivo, Getafe CF, Mallorca, de végül az Osasunához került 2,5 millió euróért 2007. augusztus 31-én. A sérült Nekounam helyére igazolták az akkor még 20 éves védekező középpályást, mivel az iráni labdarúgónak minimum fél évig tartó térdsérülése volt.
Az új csapatában 2007. szeptember 16-án mutatkozhatott be az FC Barcelona ellen. Első bajnoki gólját az 5. fordulóban lőtte a Levanténak. Összesen 25 mérkőzésen jutott szerephez, és két gólt szerzett a csapatának.

### Real Madrid
A Real Madrid egy visszavásárlási opcióval adta el a játékosát, 2008. áprilisáig visszavehették Javit. Ezzel az opcióval a Real Madrid élt 2008. április 29-én. Ekkor 4 millió euróért visszavették őt. A játékos nagyon örül a visszatérésének, de nem szeretne csapattársához hasonló helyzetbe kerülni, amikor Roberto Soldado-t a Real Madrid kölcsönből visszahívta, és nem szerepelt a bajnokságban.
Bernd Schuster a felkészülési meccseken végig számított Javi Garcíára, de középhátvédként. Ő jutott legtöbbször szerephez a Real Madridból 2008 nyarán. Részt vett 2008-as Spanyol-szuperkupa döntőjének első meccsén, a Valencia CF otthonában kaptak ki 3-2 arányban a madridiak, de a visszavágón elhódították a kupát.

### Benfica
2009. július 21-én Javi García a portugál SL Benfica játékosa lett 7 millió euróért. A játékos öt évre szóló szerződést írt alá.
Első mérkőzését a portugál labdarúgó-bajnokságban 2009. augusztus 16-án otthon játszhatta a Marítimo ellen, ahol 1-1-es döntetlent értek el. Első gólját szintén otthon a Setúbal ellen szerezte meg a harmadik fordulóban 2009. augusztus 31-én. Hamar alapemberré vált a csapatban, eddig eltiltását leszámítva minden mérkőzésen a kezdőcsapatban kapott helyet.

### Manchester City
2012. szeptember 1-jén az átigazolási időszak lezárulta után a Manchester City hivatalosan bejelentette, hogy a kékeknél folytatja. 16,5 millió font ellenében érkezett és 5 évre kötelezte el magát.

## Válogatottság
Végigjárta az utánpótlás-tornákat. Szerepelt egy U17-es világbajnokságon és egy Európa-bajnokságon. 2006-ban részt vett a U19-es labdarúgó-Európa-bajnokságon, ahol aranyérmet szerzett a csapattal. Kanadában 2007-ben a U20-as labdarúgó-világbajnokságon szerepelt, ahol tizenegyesekkel kaptak ki a cseh labdarúgó-válogatottól a negyeddöntőben. Jelenleg a spanyol U21-es válogatott aktív tagja.

## Statisztika
| Csapat      | Szezon    | Osztály | Bajnokság (mérk./gól) | Kupa (mérk./gól) | Szuperkupa (mérk./gól) | Európa (mérk./gól) |
| CA Osasuna  | 2007-2008 | A       | 25 (2)                | 2 (0)            | 0                      | 0                  |
| Real Madrid | 2008-2009 | A       | 15 (0)                | 2 (0)            | 1 (0)                  | 3 (0)              |
| SL Benfica  | 2009-2010 | A       | 20 (3)                | 2 (0)            | 0                      | 10 (1)             |

Utoljára frissítve: 2010. március 19.

## Sikerei, díjai

### Real Madrid
- Segunda Division B- bajnok: 2004/2005
- Spanyol szuperkupa győztes: 2008

### Benfica
- Portugál ligakupa győztes: 2009/2010
- Portugál ligakupa: 2009/10, 2010/11, 2011/12

### Manchester City
- FA-kupa döntős: 2012-13
- Ligakupa-győztes: 2013-14
- Angol bajnok: 2013-14

### Nemzetközi
- U19-es Európa-bajnok: 2006

### Egyéni
- Futból Draft
  - ezüst érem: 2006, 2007
  - bronz érem: 2008

## Külső hivatkozások
- Adatlapja a Benfica hivatalos honlapján. Archiválva 2009. július 29-i dátummal a Wayback Machine-ben
- (weltfussball.de /német/)